# Provinz Cebu
Koordinaten: 10° 19′ N, 123° 45′ O

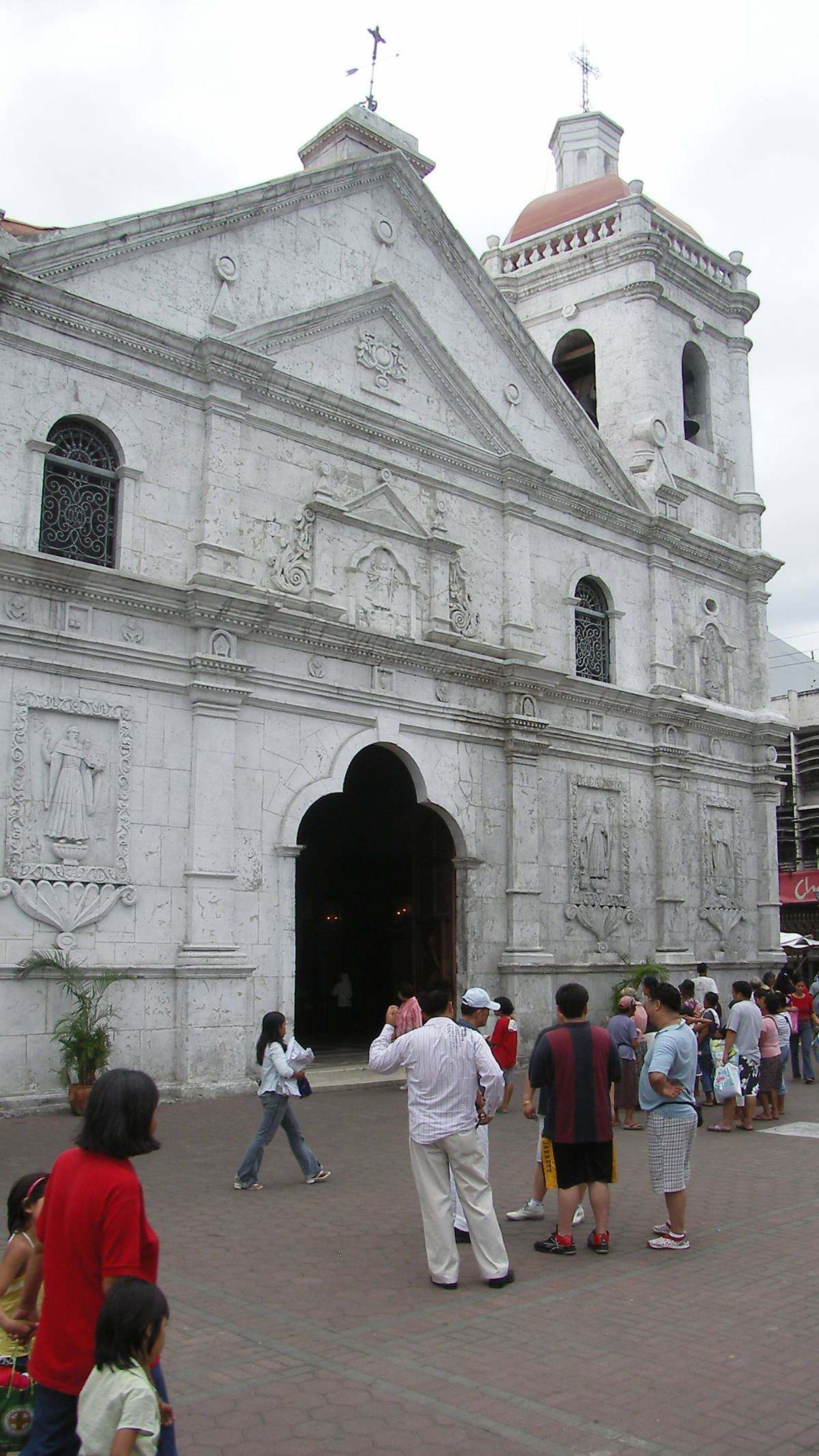
Santo Niño, älteste Kirche in Cebu

Cebu ([sɛˑ.ꜜbûˈ] Cebuano: Sugbo [sug.bɔˈ]) ist eine Provinz der Philippinen in der zentralen Inselgruppe der Visayas. Die Hauptinsel der Provinz ist Cebu.

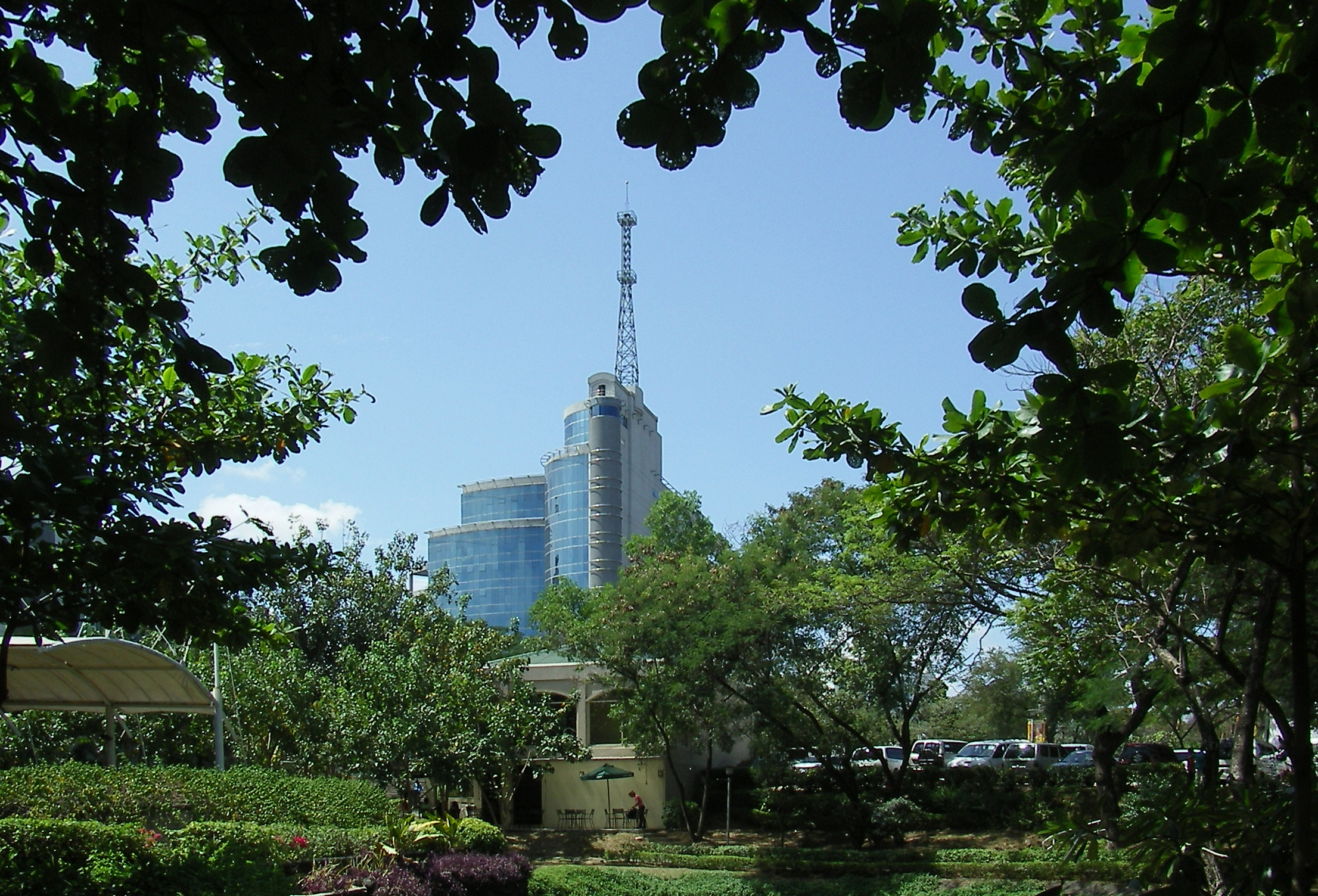
Cebu Business Park

## Geographie
Cebu bildet eine Provinz der Region Central Visayas (Region VII), deren andere drei Provinzen durch die Inseln Bohol, Negros Oriental und Siquijor gebildet werden.
Die Hauptstadt der Provinz, Cebu City, liegt an der Ostküste der Insel Cebu.
Zur Provinz Cebu gehören neben der Hauptinsel weitere 167 benachbarte, kleinere Inseln, darunter
- Mactan (251.000 Einwohner, 2000) im Osten
- Bantayan (120.000 Einwohner, 2000) im Nordwesten
- Malapascua (5.000 Einwohner) im Nordosten
- Olango (32.000 Einwohner, 2009) östlich von Mactan
- die Inselgruppe der Camotes-Inseln (89.324 Einwohner, 2007) im Osten, auf ihnen liegt der größte Binnensee der Provinz der 5 km lange Danao-See

Die Provinz hat eine Fläche von 5.088,4 km² und 3.848.919 Einwohner (Stand 2007). Hier wird die auf der Insel Cebu vorherrschende Sprache Cebuano, auch „Visayan“ genannt, gesprochen. Als Verkehrssprache dient Tagalog; Amts- und Geschäfts-Sprache ist Englisch. In der Provinz liegen der Central-Cebu-Nationalpark, die kleineren Sudlon-Nationalpark und Guadalupe-Mabugnao-Mainit-Hot-Spring-Nationalpark.

## Verwaltungsgliederung
Die Provinz Cebu ist politisch unterteilt in neun Städte und 44 Stadtgemeinden (municipalities).

### Städte
| - Bogo City - Carcar City - Cebu City - Danao City - Lapu-Lapu City | - Mandaue City - Naga City - Talisay City - Toledo City |

### Stadtgemeinden
| - Alcantara - Alcoy - Alegría - Aloguinsan - Argao - Asturias - Badian - Balamban - Bantayan - Barili - Boljoon | - Borbon - Carmen - Catmon - Compostela - Consolacion - Cordova - Daanbantayan - Dalaguete - Dumanjug - Ginatilan - Liloan | - Madridejos - Malabuyoc - Medellin - Minglanilla - Moalboal - Oslob - Pilar - Pinamungahan - Poro - Ronda - Samboan | - San Fernando - San Francisco - San Remigio - Santa Fe - Santander - Sibonga - Sogod - Tabogon - Tabuelan - Tuburan - Tudela |

## Sehenswürdigkeiten
Die Kirche Patrocinio de Maria in Boljoon ist die älteste im Original erhaltene Steinkirche in Cebu. 1999 wurde die Kirche vom National Historical Institute of the Philippines zum „National Historical Landmark“ (dt. „Nationalen historischen Wahrzeichen“) erklärt, im folgenden Jahr erklärte das Nationalmuseum der Philippinen die Kirche zum „National Cultural Treasure“ (dt. „Nationalen Kulturschatz“). Sie steht seit 2006 auf der Vorschlagsliste der Philippinen zur Ausnahme zum Weltkulturerbe der UNESCO, als Barock-Kirchen auf den Philippinen.

## Bildungseinrichtungen
- University of the Visayas